# Luke Stringer
Luke Stringer (* 12. Dezember 1995 in Kapstadt) ist ein südafrikanischer Eishockeyspieler, der seit 2012 bei den Cape Town Penguins in der Western Province Ice Hockey League spielt.

## Karriere
Luke Stringer begann seine Karriere bei den Cape Town Rams in seiner Heimatstadt Kapstadt, für die er in der Western Province Ice Hockey League, einer der regionalen Ligen, deren Sieger den südafrikanischen Landesmeistertitel ausspielen, spielte. 2012 wechselte er zunächst zum Lokalrivalen Cape Town Storm und noch im selben Jahr zu den Cape Town Penguins, für die er seither spielt.

### International
Stringer stand zunächst bei den U18-Weltmeisterschaften der Division III 2011, 2012 und 2013, als er als bester Verteidiger des Turniers ausgezeichnet wurde, für Südafrika auf dem Eis. 
In der Herren-Nationalmannschaft gab er sein Debüt bei der Division III Weltmeisterschaft 2013, als den Springboks der Aufstieg in die Division II gelang.

## Erfolge und Auszeichnungen
- 2013 Bester Verteidiger bei der U18-Weltmeisterschaft der Division III, Gruppe B
- 2013 Aufstieg in die Division II, Gruppe B, bei der Weltmeisterschaft der Division III